# 高見澤考史
高見澤 考史（たかみざわ こうじ、1975年4月30日 - ）は、群馬県出身の元プロ野球選手（外野手）。アーデルバッティングドーム代表取締役社長。
長男は横浜DeNAベイスターズ育成選手の高見澤郁魅。

## 来歴・人物

### プロ入り前
前橋工では2年の夏から一塁手のレギュラーを獲得し、3年次には主将を務めて春の群馬県大会で優勝したが、夏は桐生第一高等学校に敗れた。
卒業後は東京ガスに入社。同じ外野手には大友進がいた。1999年には日本代表として4ヵ国国際大会に出場、同年は都市対抗野球で3番を打ったほか同大会にはそれまで補強選手で2回出場。2000年度ドラフト会議にてオリックス・ブルーウェーブから6位指名を受けて入団。この時期にオリックスが行っていた契約金ゼロ選手の一人だったため、「金より夢を選んだ男」として話題になった。

### プロ入り後
50m6秒1の俊足で、2001年シーズンからメジャー入りしたイチローの穴を埋める選手として期待され、1年目から一軍出場を果たす。
2年目の2002年シーズンは62試合に出場し、プロ入り初ヒットを西武の松坂大輔から本塁打で記録。クリーンナップを任される試合もあるなどレギュラーを掴みかける。この年に一軍登録日数が60日に到達したため2000万円の出来高が支払われている。
しかし、2003年シーズンは故障に苦しみ一軍出場がなく、自由契約になった。故障でこの年の12球団合同トライアウトには参加できなかったが、翌年のトライアウトを目標に古巣の東京ガス野球部に練習生として参加。しかし腰痛に悩まされ、「手術すれば野球はできなくなる」という医師の言葉を受け現役続行を断念。

### 引退後
2004年12月よりさいたま市岩槻区のバッティングセンター、アーデルバッティングドームの店長を務め、2008年には経営権を買い取り代表取締役に就任している。オリックス時代の同僚の福留宏紀や川崎泰央、相川良太、元横浜ベイスターズの河野友軌など元プロ野球選手をスタッフに迎え、野球塾という形で小中学生を中心に指導を行っている。
長男であり、上記の塾生でもあった高見澤郁魅（敦賀気比）が、2023年10月にドラフト会議で横浜DeNAベイスターズから育成1位で指名された。

## 詳細情報

### 年度別打撃成績
| 年 度     | 球 団      | 試 合 | 打 席 | 打 数 | 得 点 | 安 打 | 二 塁 打 | 三 塁 打 | 本 塁 打 | 塁 打 | 打 点 | 盗 塁 | 盗 塁 死 | 犠 打 | 犠 飛 | 四 球 | 敬 遠 | 死 球 | 三 振 | 併 殺 打 | 打 率 | 出 塁 率 | 長 打 率 | O P S |
| --------- | ---------- | ----- | ----- | ----- | ----- | ----- | -------- | -------- | -------- | ----- | ----- | ----- | -------- | ----- | ----- | ----- | ----- | ----- | ----- | -------- | ----- | -------- | -------- | ----- |
| 2001      | オリックス | 6     | 7     | 6     | 0     | 0     | 0        | 0        | 0        | 0     | 0     | 0     | 0        | 1     | 0     | 0     | 0     | 0     | 2     | 0        | .000  | .000     | .000     | .000  |
| 2002      | オリックス | 62    | 171   | 154   | 20    | 43    | 8        | 1        | 4        | 65    | 26    | 1     | 1        | 3     | 1     | 11    | 0     | 2     | 44    | 2        | .279  | .333     | .422     | .755  |
| 通算：2年 | 通算：2年  | 68    | 178   | 160   | 20    | 43    | 8        | 1        | 4        | 65    | 26    | 1     | 1        | 4     | 1     | 11    | 0     | 2     | 46    | 2        | .269  | .322     | .406     | .728  |

### 記録
- 初出場・初先発出場：2001年6月3日、対日本ハムファイターズ15回戦（グリーンスタジアム神戸）、2番・中堅手として先発出場
- 初安打・初本塁打・初打点：2002年4月19日、対西武ライオンズ4回戦（鹿児島県立鴨池野球場）、8回裏に松坂大輔からソロ

### 背番号
- 58（2001年 - 2002年）
- 44（2003年）